# Маяк Доффлемайер-Пойнт
Маяк Доффлемайер-Пойнт (англ. Dofflemyer Point Light) — маяк, расположенный на территории неинкорпорированного сообщества Бостон-Харбор к северу от города Олимпия, на входе в залив Бадд-Инлет, штат Вашингтон, США. Построен в 1934 году. Автоматизирован в 1987 году.

## История
Фонарь на вершине 3,5-метрового столба на небольшом мысе Доффлемайер-Пойнт был установлен 13 декабря 1887 года, в том же году, когда в столице штата Вашингтон Олимпии построили большой док на берегу залива Бадд-Инлет. Город развивался, и потоки грузов (в основном лесоматериалов и консервированных морепродуктов) через залив постоянно росли. В результате в 1934 году по проекту архитектора Руфуса Киндла на мысе был построен полноценный маяк, представлявший собой бетонное сооружение пирамидальной формы высотой 9 метров. В отличие от большинства маяков, обслуживание маяка Доффлемайер-Пойнт было поручено не назначенному на него хранителю, а местным жителям. В 1960-х годах Береговая охрана США автоматизировала маяк, однако противотуманный сигнал всё ещё было необходимо активировать вручную. В 1987 году противотуманный сигнал также был автоматизирован. 
1 мая 1995 года маяк был включён в Национальный реестр исторических мест.